# Domenico Bollani (politico 1504)

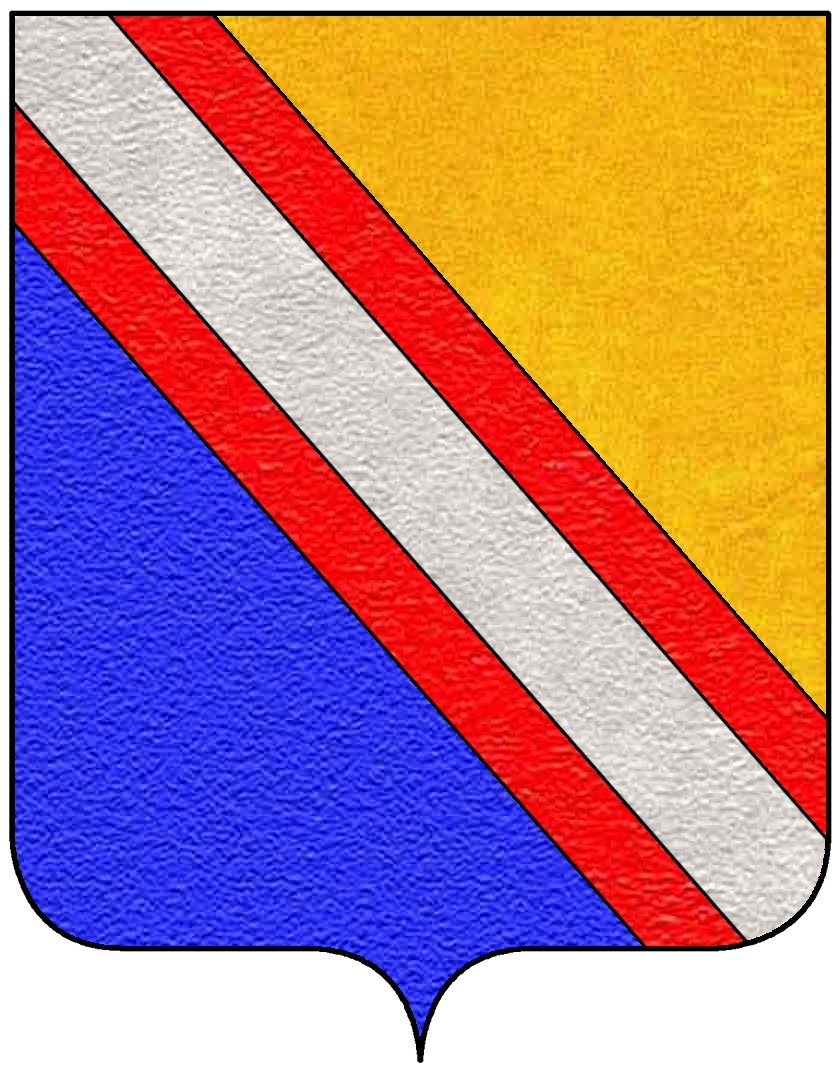
Stemma dei Bollani.

Domenico Bollani (Venezia, metà del XV secolo – 1504) è stato un politico e diplomatico italiano della Repubblica di Venezia.

## Biografia
Figlio di Francesco, di famiglia patrizia, dopo la laurea in legge si fece notare come oratore ed esperto di diritto. Iniziò nel frattempo la sua carriera politica, ricoprendo prestigiosi incarichi.
Nel 1483 fu in missione presso il sultano Bayezid II, nel tentativo di scoraggiare un accordo fra l'Impero ottomano e il Regno di Napoli. Nel 1487 era savio di Terraferma, nel 1496 duca di Candia, nel 1497 membro del Consiglio dei Dieci e quindi avogador di Comun.
Nel 1498 divenne luogotenente della Patria del Friuli. Non era un incarico da poco, viste le tensioni con l'Imperatore che intendeva infeudare il duca di Sassonia di alcune località friulane e interferire nell'elezione del patriarca di Aquileia. Data la situazione, il Bollani fortificò i confini e vi concentrò le truppe. Nel 1499 si aggiunse anche la minaccia turca: in estate l'esercito ottomano attraversò il Tagliamento, devastando la regione; il Bollani riuscì tuttavia a reagire e costrinse gli invasori a ritirarsi.
All'inizio del 1500 venne nominato provveditore in Lombardia, ma non assunse l'incarico perché era entrato frattanto al Collegio dei Savi come consigliere. Durante il suo mandato, della durata di un anno, si distinse particolarmente in ambito legislativo e nella politica estera; invero, essendo per tradizione familiare un sostenitore della Curia romana, era spesso escluso dai dibattiti quando si trattava di decidere su questioni religiosi o giurisdizionali e in effetti venne escluso dall'elezione del novembre 1503 per nominare un ambasciatore presso il papa.
Tra il 1501 e il 1502 fu capitano di Cremona, altra carica non facile visto l'insofferenza della città verso il governo veneziano. Nel maggio 1501 venne alla luce una congiura che il Bollani represse con energia e rapidità; questo episodio lo indusse a potenziare le fortificazioni della città e rinunciò alla nomina ad ambasciatore in Francia per poter concludere l'opera di pacificazione.
Tornato a Venezia nel 1503, fu eletto nuovamente savio del Consiglio. Morì l'anno successivo e fu sepolto nella chiesa di San Domenico.
Gli furono dedicate le Tusculanae Disputationes di Raffaele Regio, mentre Marsilio Ficino lo citò nel suo epistolario.